# プロ野球再編問題 (1973年)
1973年のプロ野球再編問題（プロやきゅうさいへんもんだい）は、同年に日本プロ野球球団の日拓ホームフライヤーズのオーナーだった西村昭孝が、1リーグ制移行を視野としたロッテオリオンズとの合併を持ち出したことで始まった騒動のことである。

## 背景
パシフィック・リーグ（パ・リーグ）は1965年以降観客動員が年々減少し続けていた。68年から70年にかけて持ち直すが、1971年から再び減少傾向に転じた。1972年オフに西鉄ライオンズが福岡野球に身売りして「太平洋クラブライオンズ」に、1973年1月には東映フライヤーズが日拓ホームに身売りして「日拓ホームフライヤーズ」にそれぞれ改称した。
また、ロッテオリオンズは1971年11月の大映の倒産の影響を受け本拠地の東京スタジアムが1972年オフに閉鎖。翌1973年からは本拠地を暫定的に宮城球場（2023年1月より「楽天モバイルパーク宮城」＝東北楽天ゴールデンイーグルス本拠地）に置き、各地を転々としながら主催公式戦を行わねばならない状況に陥った（この当時のロッテについてはジプシー・ロッテを参照）。

## 日拓とロッテの合併
1973年10月17日、パ・リーグのオーナー懇談会が開かれ、出席した日拓のオーナーの西村昭孝は「16日にロッテの重光武雄オーナーと話し合った結果、日拓とロッテは合併し来シーズンから新しくスタートする」と発言した。重光は出席しておらず代理で出席したロッテ球団代表の石原春夫は「その話は聞いていない」と発言したが、重光は17日深夜マスコミの取材に対し西村の発言通り合併に合意していると認めた。18日、西村は「実現できないとは思わない」と自信を示したが、重光は「西村さんから合併に賛成したと聞かされた他球団のオーナーから、話は難しいと言われた」と話した。セントラル・リーグ（セ・リーグ）会長の鈴木龍二は1リーグには反対であり、中日ドラゴンズオーナーの小山武夫や合併に賛同していると見られたヤクルトスワローズオーナーの松園尚巳と会い、西村の狙う1リーグ制への動きに防衛の手を打った。
結局、西村も重光も合併を断念して来季も球団を運営していくことを表明し、24日にパ・リーグは大阪にて近鉄、南海、阪急、太平洋のオーナーが集まって会議を開き、翌1974年シーズンも6球団2シーズン制を維持することを確認した。短期間で1リーグ制に向けた動きは終息したが、西村の「爆弾発言」をした17日はセ・リーグのペナントレースが大詰めを迎え、パ・リーグもプレーオフの開幕直前という時期であり、球界の盛り上がりに水を差したとマスコミやファンは西村を非難した。

## 日拓の身売り
11月10日、朝日新聞が「日拓が日本ハム株式会社に身売りする」とスクープ。10日午後、日本ハム社長の大社義規は球団の買収について日拓と合意に達したことを認め、さらにヤクルトを退任したばかりの三原脩を球団社長に、中西太を監督に据えると認めた。12日に契約調印と正式発表の予定であったが、後楽園スタヂアム社長の丹羽春夫は身売りの際には事前に通知するという取り決めがあったのに日拓はそれを破ったため、日本ハムの後楽園の使用は白紙だと主張した。これを見たロッテが後楽園での主催試合を後楽園側に持ち掛けたが、結局日本ハムの意向どおりに後楽園を本拠地球場として使用することで合意した。
西村は身売りがまとまった後、毎日新聞のインタビューに応じ、後楽園スタヂアムの主張する事前通知は契約にはなかったと主張、また球団の身売りについて、翌シーズンも球団経営するつもりでいたところ、パ・リーグ会長の岡野佑から「パの4球団のオーナーがぜひやってほしいといっている」と言われ、いつ自分が球団を手放すといったかと腹を立てたという。6日に三原と、7日に大社と会って身売りについて話し合いをしたといい、10日で調印できたのだからスピード商談だと主張した。